# Культурный центр Мерсина
Культурный центр Мерсина (тур. Mersin Kültür Merkezi), ранее известный как Народный дом Мерсина (тур. Mersin Halkevi Binası), — здание в турецком городе Мерсине, изначально построенное в рамках проекта Халкевлери, но в настоящее время использующееся в качестве культурного центра и оперного театра.

## История
Халкевлери был важным просветительским проектом в первые годы существования Турецкой Республики. Его мерсинский филиал был открыт 24 февраля 1933 года. Здание строилось и обустраивалось в соответствии с требованиями проекта в отношении театра, концертного зала, классных комнат, мастерских и других помещений. Оно было возведено по проекту архитектора Эртугрулом Ментеше при участии Ариф Хикмета Коюноглу, Мукбиля Гёкдогана и Рашита Тугрула. Строительные работы продолжались в период с февраля 1944 года по ноябрь 1946 года.
Здание было открыто 29 октября 1946 года, в 23-ю годовщину провозглашения Турецкой Республики. Два месяца на его сцене была поставлена опера «Мадам Баттерфляй» Джакомо Пуччини приглашёнными артистами из Анкарской оперы. Здание, охватывавшее площадь в 4800 м² было самым большим строением, возведённым в рамках проекта Халкевлери. Общая его стоимость составила около 1,12 млн турецких лир. После того, как проект Халкевлери был завершён решением правительства Турции от 8 августа 1951 года, западное крыло здания было отдано под кинотеатр, а остальная его часть — под библиотеку и профессиональное училище для девочек. В здании временно размещался Археологический музей Мерсина до того времени, пока для него не было построено собственное здание. 4 января 1977 года Народный дом Мерсина был передан в ведение Министерства культуры и туризма Турции. Хотя официально ныне он носит название Культурного центра Мерсина (тур. Mersin Kültür Merkezi), его зачастую традиционно именуют Халкеви (народным домом).

## Современное использование
Главный зал используется Мерсинской оперой. Большинство часть представлений Международного музыкального фестиваля в Мерсине также проходят на его цене. Кроме того, он иногда используется для проведения конференций и тому подобных мероприятий. В восточной части центра располагается Музей Мерсина. В здании также находятся различные офисы и учебные классы турецкого Министерства культуры.

## 50 лучших проектов в области гражданского строительства в Турции
Турецкая ассоциация гражданских инженеров причисляет здание Культурного центра Мерсина к 50 лучшим проектам в области гражданского строительства в Турции, реализованных за первые 50 лет работы этой ассоциации.